# Sigvard Ericsson
John Sigvard „Sigge“ Ericsson (* 17. Juli 1930 in Alanäset, Jämtlands län; † 2. November 2019) war ein schwedischer Eisschnellläufer.
Ericsson wurde 1955 als erster Schwede Weltmeister im Mehrkampf. Dies gelang ihm ausgerechnet in Moskau, zu einer Zeit, in der sich Eisschnellläufer aus der Sowjetunion in der Weltspitze etabliert hatten. So verwies er Oleg Gontscharenko und Boris Schilkow auf die Plätze. Im selben Jahr siegte Ericsson auch bei der Europameisterschaft in Falun. Für diese Leistungen wurde er mit der Svenska-Dagbladet-Goldmedaille geehrt.
Nachdem er ohne Medaillengewinn an den Olympischen Winterspielen 1952 in Oslo teilgenommen hatte, wurde er bei den Olympischen Winterspielen 1956 in Cortina d’Ampezzo Olympiasieger über 10.000 Meter und gewann die Silbermedaille über 5000 Meter.
1957 beendete Ericsson seine internationale Karriere, nachdem er bei der Mehrkampf-Weltmeisterschaft in seiner Heimatstadt Östersund einen für ihn enttäuschenden neunten Rang belegt hatte.